# LACAB GR.8
LACAB GR.8 là một mẫu thử máy bay chiến đấu đa năng của Bỉ trong thập niên 1930.

## Quốc gia sử dụng
Bỉ
- Không quân Bỉ

## Tính năng kỹ chiến thuật
Dữ liệu lấy từ Plane Facts:The unaesthetic LACAB 
Đặc điểm tổng quát
- Kíp lái: 3
- Chiều dài: 13,45 m (44 ft 1½ in)
- Sải cánh: 18 (59 ft 0⅔ in)
- Chiều cao: 4,15 m (13 ft 7⅓ in)
- Diện tích cánh: 65 m² (700 sq ft)
- Trọng lượng rỗng: 3.400 kg (7.496 lb)
- Trọng lượng có tải: 5.200 lb (11.464 lb)
- Động cơ: 2 × Gnome-Rhône 14Kdrs, 582 kW (780 hp)  mỗi chiếc

 Hiệu suất bay 
- Vận tốc cực đại: 360 km/h (195 knot, 225 mph) trên độ cao 4.000 m (13.100 ft)
- Tầm bay: 1.000 km (540 hải lý, 621 mi)
- Trần bay: 8.800 m (28.900 ft)
- Lên độ cao 4.000 m (13.100 ft): 7 phút

Trang bị vũ khí

- Súng: 6× súng máy 7,62 mm
- Bom: 800 kg (1.800 lb) bom